# Margarete Streicher
Margarete Streicher (* 9. April 1891 in Graz, Österreich-Ungarn; † 1. Februar 1985 in Wien) war eine österreichische Turnpädagogin.

## Leben
Nach der Matura 1911 studierte sie Naturgeschichte und Biologie, absolvierte 1914 einen Turnlehrerinnenbildungskurs und promovierte 1916 an der Universität Wien. Von 1914 bis 1918 unterrichtete sie an Mädchenmittelschulen Naturwissenschaften und Turnen. Sie war Fachinspektorin für Mädchenturnen an Mittelschulen und reformierte mit Karl Gaulhofer das österreichische Schulturnen („Natürliches Turnen“). Während sich Gaulhofer gegen die strikten Übungsformen nach Adolf Spieß wandte, wollte Streicher das Mädchenturnen von den unterschiedlichen Gymnastiksystemen befreien, die auf der Grundlage von Ballettübungen anmutige Bewegungen vorschrieben, statt mit Klettern, Laufen und Schwingen natürliche Bewegungen zu betreiben: „Wir versuchen, die Kinder möglichst frei üben zu lassen; wir zeigen ihnen nichts, sondern stellen Aufgaben...“ So wurden die klassischen Turngeräte nicht etwa abgeschafft, sondern als Hindernisse für Laufen und Klettern verfremdet.
Ihr zweiter Arbeitsschwerpunkt lag in der Körperbildung der Frauen und Mädchen. Von 1924 bis 1938 war sie Fachinspektorin für Mädchenturnen an den Wiener Mittelschulen und der Turnlehrerinnenausbildung: Von 1940 bis Kriegsende war sie Regierungsrätin am Hochschulinstitut für Leibesübungen der Universität Wien. Als NSDAP-Mitglied (eingetreten am 25. April 1941, Mitgliedsnummer 8.119.327) und -Nutznießerin war sie von 1945 bis 1948 außer Dienst. Sie setzte ab 1948 ihre Aufgaben nach dem Amnestiegesetz fort und wurde 1956 als Hofrätin pensioniert.
Ausgehend von den Naturwissenschaften, fand sie ihren pädagogischen Bezugspunkt in der Reformpädagogik, wo sie vor allem mit Herman Nohl, Professor für Pädagogik an der Georg-August-Universität Göttingen, zusammenarbeitete. „Der Ausdruck 'Natürliches Turnen' bedeutet also im Grund das Prinzip der untrennbaren Einheit 'Mensch', in dessen Erziehung der Körper wohl Angriffspunkt, nie aber das Ziel sein kann; das bleibt immer der ganze Mensch.“ Was sie in ihrer Theorie fordert, kommt dem Variabilitätstraining nahe: „Die Leibesübungen sind Entwicklungshilfe, nicht Drill, nicht Fertigkeitsvermittlung. Die körperliche und zugleich geistige Beweglichkeit ist zu sichern und damit die Fähigkeit, die stets neuen Lebensanforderungen zu bewältigen.“

## Ehrungen
- 1969 Gründung der Gaulhofer-Streicher-Stiftung der Universität Wien
- 1973 Goldenes Ehrenzeichen für Verdienste um das Land Wien